# Погосян, Вальтер Рубенович
Ва́льтер Рубе́нович Погося́н (арм. Վալտեր Ռուբենի Պողոսյան; 16 мая 1992, Ереван, Армянская ССР, СССР) — армянский футболист, полузащитник.

## Клубная карьера
В раннем возрасте привил интерес к футболу и с 7 лет начал заниматься этим видом спорта. Вначале ходил в футбольную школу «Пюник», а чуть позже перешёл в футбольную школу «Бананц». В 13 лет к юному футболисту обратили своё внимание селекционеры клуба. Тогда же клубом был предложен контракт, который Погосян подписал. В 2008 году Погосян выступал за молодёжную команду «Бананца» — «Патани». За клуб отыграл два матча в кубке Армении. В следующем году Погосян дебютировал в главной команде, в которой отыграл 6 матчей в чемпионате. В чемпионате 2010 года из матча в матч обретал опыт и в каждой последующей игре Погосян показывал мастерство. В 7-м туре против «Ширака» открыл счёт голам в Премьер-лиге. На церемонии награждения, состоявшейся 24 декабря, получил приз как «самый перспективный игрок». Также Погосян получил награду «Открытие года».

## Карьера в сборной
Под прицел тренеров молодёжной сборной Погосян попал в начале 2010 года. Первый матч сыграл дома против сверстников из Грузии, в котором армянская сборная проиграла гостям 2:3. В двух играх за молодёжку Погосян отметился двумя забитыми голами в каждой. Впоследствии, Погосян получил приглашение в национальную сборную, но выступить за неё не смог по причине травмы, которую получил до приглашения. В третьем матче за молодёжку Погосян также стал автором мача в ворота соперника. Забитый мяч стал самым красивым по исполнению в матче. Матч был проведён в рамках отборочного цикла против сборной Черногории, в котором армянская команда разгромила соперника 4:1.
28 февраля 2012 года, после продолжительного перерыва с момента первого вызова, дебютировал в составе национальной сборной Армении против Сборной Сербии. Матч прошёл на Кипре в городе Лимасоле. Игра носила товарищеский характер и состав армянской сборной состоял в основном из молодых игроков, которые впервые надели форму главной сборной. Сам Погосян единожды имел возможность использовать момент взятия ворот, но шансом не воспользовался, а Армения проиграла матч со счётом 0:2. На пресс-конференции, состоявшейся 2 марта, президент ФФА Рубен Айрапетян высказал своё недовольство игрой Погосяна, который не использовал свой потенциал и не реализовал некоторые игровые моменты. Отрывок цитаты из пресс-конференции:

«После встречи с Сербией я был недоволен Эдгаром Малакяном, Оганесом Амбарцумяном, Гагиком Дагбашяном и Вальтером Погосяном . И если первые трое боролись, но игра у них не получилась, то что мне сказать о Погосяне, который уходил от борьбы? Молодой футболист должен на поле вон из кожи лезть, а Вальтер Погосян, впервые надев футболку сборной, четыре раза убрал ногу.»— Armfootball.com

## Достижения
- Чемпион Армении: 2014
- Серебряный призёр чемпионата Армении: 2010
- Финалист Кубка Армении: 2010
- Обладатель Суперкубка Армении: 2014
- Лучший молодой игрок: 2010
- Открытие года: 2010

## Статистика выступлений
Данные на 24 ноября 2011 года
| Клуб             | Сезон            | Чемпионат | Чемпионат | Кубки | Кубки | Еврокубки | Еврокубки | Всего | Всего |
| Клуб             | Сезон            | Матчи     | Голы      | Матчи | Голы  | Матчи     | Голы      | Матчи | Голы  |
| ---------------- | ---------------- | --------- | --------- | ----- | ----- | --------- | --------- | ----- | ----- |
| Патани           | 2008             | 0         | 0         | 2     | 0     | 0         | 0         | 2     | 0     |
| Всего            | Всего            | 0         | 0         | 2     | 0     | 0         | 0         | 2     | 0     |
| Бананц           | 2009             | 6         | 0         | 0     | 0     | 0         | 0         | 6     | 0     |
| Бананц           | 2010             | 21        | 2         | 4     | 0     | 2         | 0         | 27    | 2     |
| Бананц           | 2011             | 28        | 3         | 6     | 1     | 0         | 0         | 34    | 4     |
| Бананц           | 2012/13          | 0         | 0         | 0     | 0     | 0         | 0         | 0     | 0     |
| Всего            | Всего            | 55        | 5         | 10    | 1     | 2         | 0         | 67    | 6     |
| Всего за карьеру | Всего за карьеру | 55        | 5         | 12    | 1     | 2         | 0         | 69    | 6     |